# Domus del Triclinio
La Domus del Triclinio è una domus romana del II-III secolo a.C., scoperta nel 1980, durante la costruzione della nuova sede della Banca Popolare di Ravenna. La casa è stata ricostruita nella sua integrità all'interno della Chiesa di San Nicolò, in un percorso espositivo formato da una sala da pranzo tricliniare (da cui il nome della "Domus"), completa di suppellettili, insieme ad altri materiali provenienti da musei archeologici italiani.

## Storia
Gli scavi hanno consentito di portare alla luce parte di una domus romana ed i pavimenti musivi trovati hanno consentito di attribuire, in maniera certa, la funzione di sala tricliniare all'ambiente scoperto. Si è inoltre trovato un letto tricliniare in ottone, evento quanto mai raro, che ha ulteriormente avallato la destinazione della sala scoperta.

## Museo
L'ambiente è stato ricostruito all'interno della chiesa di San Nicolò a Ravenna ricreando così un triclinio romano corredato di suppellettili e quant'altro facesse parte dell'arredo della sala.